# Менака (город)
Менака (фр. Ménaka) — город и сельская коммуна на востоке Мали, в области Менака.
Город находится в малийской части пустыни Сахара, протянувшись вдоль вади Эзгерет. Территорию прилегающей к городу сельской коммуны пересекают ещё несколько вади, которые являются частью бассейна Азавак. Данная территория также включает скалистые отроги холмов Адер-Души, высшая точка которых, гора Абурак, находится в 150 км к северу от Менаки. Город расположен на высоте 302 м над уровнем моря. В 210 км к западу от Менаки находится город Ансонго, а в 100 км к югу, на самой границе с Нигером, — город Андерамбукане. Имеется аэропорт Менака.
| Показатель                    | Янв. | Фев. | Март | Апр. | Май  | Июнь | Июль | Авг. | Сен. | Окт. | Нояб. | Дек. | Год   |
| ----------------------------- | ---- | ---- | ---- | ---- | ---- | ---- | ---- | ---- | ---- | ---- | ----- | ---- | ----- |
| Средний суточный максимум, °C | 31,0 | 34,1 | 37,7 | 41,1 | 42,4 | 41,0 | 38,0 | 36,2 | 38,2 | 39,0 | 35,6  | 31,8 | 37,2  |
| Средняя температура, °C       | 23,1 | 25,8 | 29,4 | 33,1 | 35,3 | 34,6 | 32,2 | 30,6 | 31,8 | 31,5 | 27,7  | 23,9 | 29,9  |
| Средний суточный минимум, °C  | 15,2 | 17,5 | 21,1 | 25,1 | 28,2 | 28,3 | 26,3 | 25,0 | 25,4 | 24,1 | 19,7  | 16,0 | 22,6  |
| Норма осадков, мм             | 0,0  | 0,0  | 0,1  | 1,7  | 6,8  | 23,5 | 68,2 | 83,9 | 28,8 | 4,9  | 0,1   | 0,1  | 218,1 |
| Источник:                     |      |      |      |      |      |      |      |      |      |      |       |      |       |

Большая часть населения представлена туарегами, которые ведут кочевой образ жизни; проживают также фульбе, сонгай и другие этнические группы. Население Менаки по данным на 2009 год составляет 20 702 человека.